# بين بريدلوف
بين بريدلوف (بالإنجليزية: Ben Breedlove)‏ هو يوتيوبي أمريكي، ولد في 8 أغسطس 1993 في أوستن في الولايات المتحدة، وتوفي بنفس المكان في 25 ديسمبر 2011 بسبب توقف القلب.